# Conura dentiscapa
Conura dentiscapa is een vliesvleugelig insect uit de familie bronswespen (Chalcididae). De wetenschappelijke naam is voor het eerst geldig gepubliceerd in 1994 door Moitoza.